# Central elèctrica de màxima potència

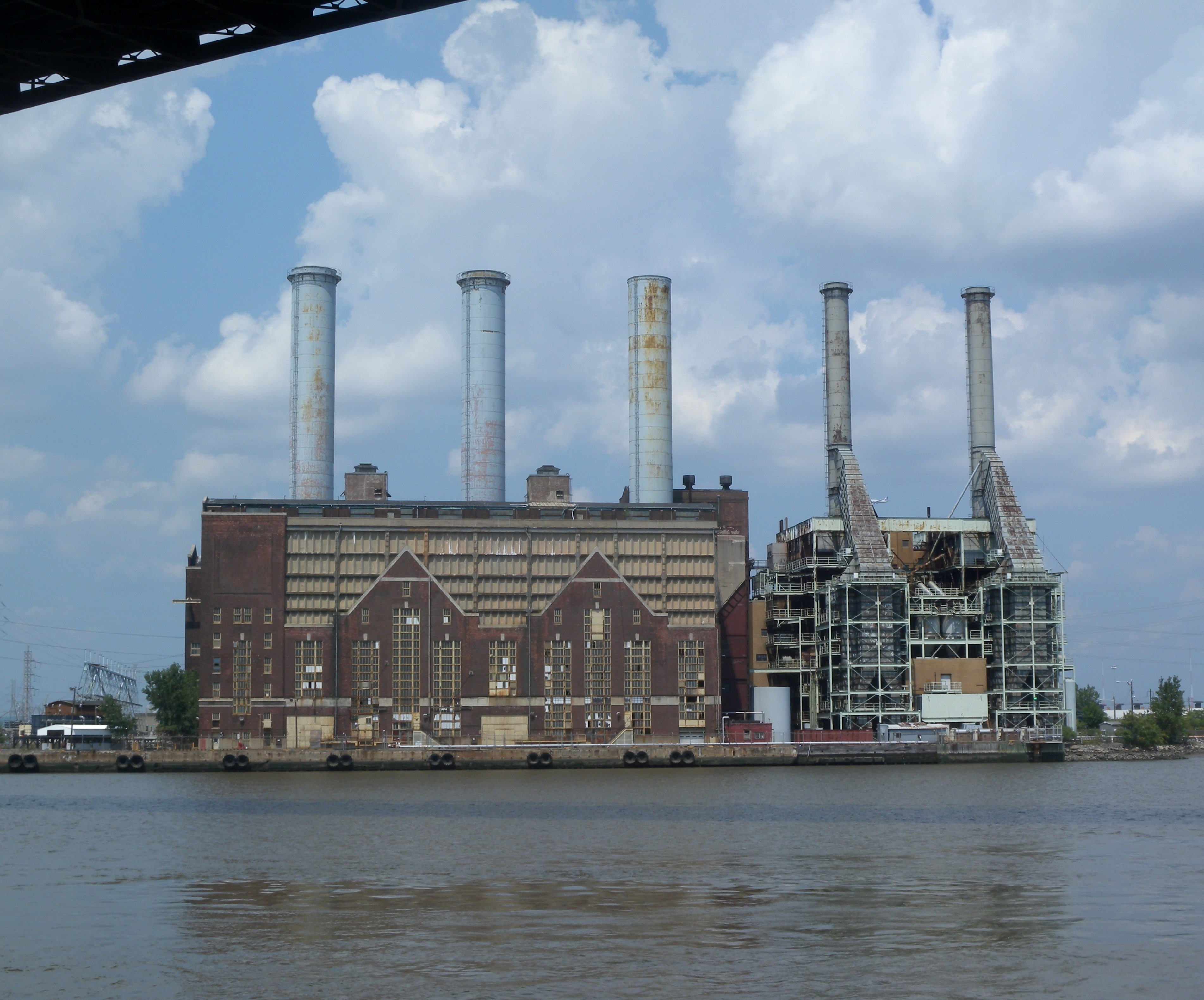
La central elèctrica de Kearny, una antiga central elèctrica de càrrega base de carbó, ara una central elèctrica de punta de gas, al riu Hackensack a Nova Jersey

Les centrals elèctriques de màxima potència, també conegudes com a centrals de màxima potència i, ocasionalment, simplement "centrals de màxima potència", són centrals elèctriques que generalment només funcionen quan hi ha una alta demanda d'electricitat, coneguda com a demanda màxima.  Com que només subministren energia ocasionalment, l'energia subministrada té un preu per quilowatt hora molt més alt que la potència de càrrega base. Les centrals elèctriques de càrrega punta es distribueixen en combinació amb les centrals elèctriques de càrrega base, que subministren una quantitat fiable i consistent d'electricitat, per satisfer la demanda mínima.
Tot i que històricament les centrals elèctriques de màxima potència s'utilitzaven sovint juntament amb les centrals de càrrega de base de carbó, ara les centrals elèctriques de màxima potència s'utilitzen amb menys freqüència. Les plantes de turbines de gas de cicle combinat tenen dos o més cicles, el primer dels quals és molt similar a una planta de màxima potència, i el segon funciona amb la calor residual del primer. Aquest tipus de planta sovint és capaç d'arrencar ràpidament, tot i que amb una eficiència reduïda, i després, al cap d'unes hores, passar a un mode de generació de càrrega de base més eficient. Les plantes de cicle combinat tenen un cost de capital per watt similar a les plantes de màxima potència, però funcionen durant períodes molt més llargs i utilitzen menys combustible en general, i per tant proporcionen electricitat més barata.
A partir del 2020, les turbines de gas de cicle obert tenen un cost d'electricitat d'uns 151–198 dòlars/MWh.
En alguns llocs, les plantes de màxima potència s'han substituït per emmagatzematge en bateries. L'Autoritat Elèctrica de Nova York (NYPA) vol substituir les plantes de pic de gas per emmagatzematge en bateries, 142 Megapacks Tesla (que proporcionen 100 MW) van substituir una planta de pic de gas al comtat de Ventura, Califòrnia i a Lessines, Bèlgica, 40 Megapacks Tesla (50 MW) van substituir un generador turboreactor. El Consell d'Energia Neta d'Austràlia va descobrir a l'abril de 2021 que l'emmagatzematge en bateries pot ser un 30% més barat que les plantes de consum màxim de gas.

## Hores punta
Les hores punta solen ser al matí o a la tarda/vespre, depenent de la ubicació. En climes temperats, les hores punta sovint es produeixen quan els electrodomèstics s'utilitzen molt al vespre després de l'horari laboral. En climes càlids, el pic sol ser a la tarda, quan la càrrega de l'aire condicionat és alta; durant aquest temps, molts llocs de treball encara estan oberts i consumeixen energia. En climes freds, el pic és al matí, quan la calefacció i la indústria s'engeguen.
Una central elèctrica de màxima potència pot funcionar moltes hores al dia o només unes poques hores a l'any, depenent de l'estat de la xarxa elèctrica de la regió. A causa del cost de construir una central elèctrica eficient, si una central de punta només funcionarà durant un període curt o molt variable, no té sentit econòmic fer-la tan eficient com una central elèctrica de càrrega base. A més, els equips i els combustibles utilitzats a les plantes de càrrega base sovint no són adequats per al seu ús en plantes de càrrega punta, ja que les condicions fluctuants sobrecarregarien greument l'equip. Per aquestes raons, les centrals nuclears, de valorització energètica de residus, de carbó i de biomassa rarament, o mai, s'exploten com a centrals de màxima producció.

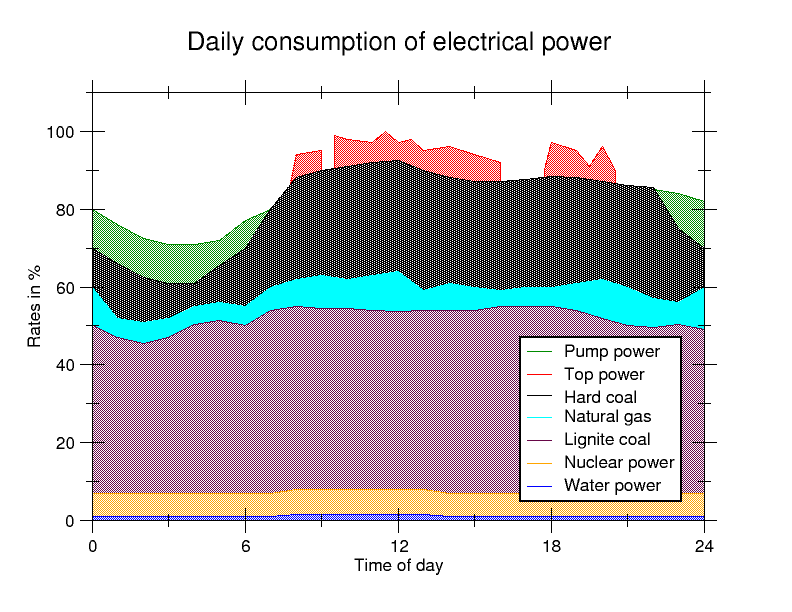
Producció d'energia a Alemanya durant un dia del 2005, sense energia solar ni eòlica

## Energia renovable
A mesura que els països tendeixen a allunyar-se de les centrals de càrrega base alimentades per combustibles fòssils i a optar per fonts d'energia renovables però intermitents com l'eòlica i la solar, hi ha un augment corresponent de la necessitat de sistemes d'emmagatzematge d'energia a la xarxa, com a alternatives renovables a la construcció de més centrals elèctriques de punta o de seguiment de la càrrega. Una altra opció és una distribució més àmplia de la capacitat de generació, mitjançant l'ús d'interconnexions de la xarxa, com ara les rutes d'interconnexions del WECC.

## Tipus
Les plantes de màxima producció són generalment turbines de gas o motors de gas que cremen gas natural. Alguns cremen biogàs o líquids derivats del petroli, com ara el gasoil i el combustible per a avions, però generalment són més cars que el gas natural, de manera que el seu ús es limita a zones no subministrades amb gas natural. A més del gas natural, moltes plantes de producció màxima poden utilitzar petroli com a combustible de reserva, emmagatzemant-lo en dipòsits in situ. L'eficiència termodinàmica de les centrals elèctriques amb turbina de gas de cicle simple oscil·la entre el 20 i el 42%, i entre el 30 i el 42% és la mitjana per a una planta nova.
Per a una major eficiència, s'afegeix un generador de vapor de recuperació de calor (HRSG) a l'escapament. Això es coneix com a central de cicle combinat. La cogeneració utilitza la calor residual dels gasos d'escapament per a processos, calefacció urbana o altres usos de calefacció. Ambdues opcions només s'utilitzen en plantes que estan destinades a funcionar durant períodes més llargs del que és habitual. Els generadors de gas natural i dièsel amb motors alternatius de vegades s'utilitzen per al suport de la xarxa mitjançant plantes més petites.
Una altra opció per augmentar l'eficiència i la potència de sortida en les turbines de gas és instal·lar un sistema de refrigeració d'aire d'entrada de la turbina, que refreda la temperatura de l'aire d'entrada augmentant la relació de cabal màssic. Aquesta opció, en combinació amb un dipòsit d'emmagatzematge d'energia tèrmica, pot augmentar la potència de sortida de la turbina en períodes de màxima demanda fins a un 30%.

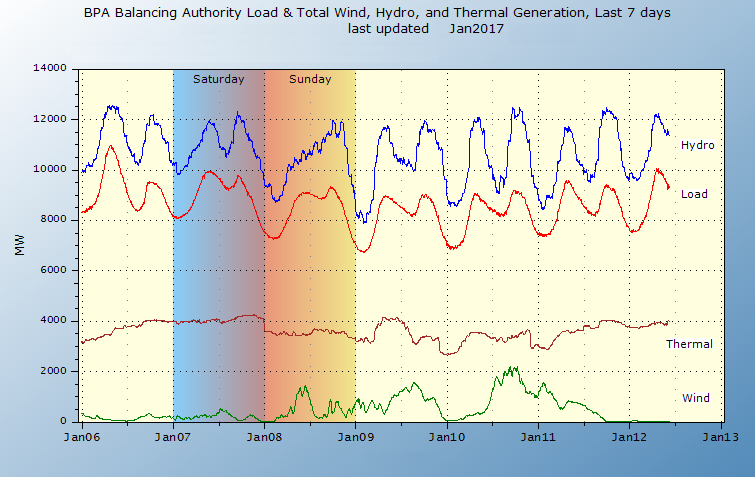
Càrrega punta diària de BPA amb gran generació tèrmica de càrrega hidroelèctrica/base i energia eòlica intermitent. L'energia hidroelèctrica gestiona els pics, amb certa resposta de la tèrmica.

Les preses hidroelèctriques són intencionadament variables. Poden generar menys durant les hores punta i respondre ràpidament a les demandes punta, en conseqüència, la hidroelectricitat pot funcionar com a seguiment de càrrega o com a planta de punta i, amb prou aigua, com a planta de càrrega base. Les turbines de gas natural o l'emmagatzematge per bombament s'utilitzen sovint on no hi ha prou hidroelectricitat per respondre a les variacions diàries i setmanals en la generació i el consum.
No és estrany que es construeixi una presa amb més capacitat de la que pot sostenir el subministrament d'aigua, cosa que permet un cabal màxim més elevat. La modernització dels equips a les preses existents pot ser una de les maneres menys costoses d'augmentar la generació màxima. La capacitat de variar la quantitat d'electricitat generada sovint està limitada pel requisit que es compleixin els cabals mínims o màxims aigües avall.
L'energia hidroelèctrica per bombament és la forma d'emmagatzematge d'energia de xarxa de major capacitat disponible, utilitzada per fer mitjana les demandes elèctriques punta i fora de les hores punta. El lloc emmagatzema energia utilitzant el potencial gravitatori de l'aigua emmagatzemada en un embassament. L'energia elèctrica de baix cost fora de les hores punta, procedent de càrrega base o de fonts intermitents, s'utilitza per bombar aigua a baixa altitud fins a l'emmagatzematge en un embassament d'alta altitud. Durant els períodes d'alta demanda elèctrica, l'aigua emmagatzemada s'allibera a través de turbines per produir energia elèctrica. Els temps d'arrencada són només d'uns minuts, i alguns poden arrencar en unes poques desenes de segons.
Les bateries s'utilitzen en alguns casos on les condicions afavoreixen un flux suau, evitant una costosa actualització de la línia elèctrica, així com subministrant potència màxima i altres serveis de la xarxa com ara la reserva operativa, de vegades en configuració híbrida amb turbines o motors dièsel. L'energia de la bateria és, amb diferència, la que respon més ràpidament de totes les centrals elèctriques, i pot respondre a les condicions de la xarxa en escales de temps de mil·lisegons, donant als equips de resposta més lenta l'oportunitat de reaccionar a les interrupcions.
L'emmagatzematge per bombament i les bateries són consumidors nets, ja que no tenen cap font d'energia inherent, i la conversió entre electricitat i emmagatzematge i viceversa incorre en algunes pèrdues.
Les plantes termosolars de màxima potència es van proposar el 2017, en el marc d'un premi del Departament de Tecnologia Energètica dels EUA 2 Market a Hank Price de SolarDynamics, l'article del qual "Dispatchable Solar Power Plant" proposava utilitzar l'emmagatzematge d'energia tèrmica inherent a una planta d'energia termosolar, que permet que aquesta forma d'energia solar basada en la calor generi com una planta termosolar de màxima potència de gas, subministri energia a demanda dia o nit, i a canvi sigui controlada per la companyia elèctrica i es pagui en pagaments de capacitat per estar disponibles quan sigui necessari, com una planta termosolar tradicional. Una central termosolar produeix electricitat en una central de cicle de vapor com una central elèctrica tradicional, però la calor per al vapor es subministra mitjançant l'energia solar que escalfa un material com ara sals foses i emmagatzema la calor fins que es necessita per produir vapor per a la generació d'energia.

## Centrals elèctriques de càrrega base
Un sistema de subministrament elèctric econòmic també inclourà centrals elèctriques de càrrega base. Aquestes unitats generadores posaran èmfasi en un baix cost incremental del combustible, però poden requerir una inversió de capital més elevada per millorar l'eficiència. Per exemple, una planta de màxima producció podria utilitzar només una turbina de gas, mentre que una planta de càrrega base també podria afegir un "cicle inferior" de vapor per millorar el consum global de combustible de la planta per unitat d'electricitat produïda. Les centrals nuclears i de carbó generalment funcionen contínuament, aturant-se només per manteniment o interrupcions inesperades.
El baix cost incremental del combustible de les centrals nuclears en comparació amb l'alt cost de capital fa que sigui més econòmic que s'utilitzin per al subministrament de càrrega base. Les centrals hidroelèctriques amb poques restriccions en el subministrament d'aigua es poden utilitzar per a la càrrega base, ja que el seu cost incremental de combustible és zero. Com que una central elèctrica de cicle de vapor pot trigar hores a passar del mode de reserva en fred a la plena potència, no se solen utilitzar per proporcionar servei de càrrega punta.
La càrrega intermèdia que segueix les centrals elèctriques com les hidroelèctriques opera entre aquests extrems, reduint la seva producció les nits i els caps de setmana quan la demanda és baixa. Les plantes de càrrega base i intermèdies s'utilitzen preferentment per satisfer la demanda elèctrica, ja que la menor eficiència de les plantes de càrrega punta les fa més cares d'operar.